# Luperina adriatica
Luperina adriatica är en fjärilsart som beskrevs av Otto Staudinger 1912. Luperina adriatica ingår i släktet Luperina och familjen nattflyn. Inga underarter finns listade i Catalogue of Life.